# باتريك سايمور
باتريك سايمور (بالإنجليزية: Patrick Seymour)‏ هو ملحن وكاتب أغاني بريطاني، ولد في 1959.

## وصلات خارجية
- باتريك سايمور على موقع IMDb (الإنجليزية)
- باتريك سايمور على موقع ميوزك برينز (الإنجليزية)
- باتريك سايمور على موقع ميوزك برينز (الإنجليزية)
- باتريك سايمور على موقع ديسكوغز (الإنجليزية)
- باتريك سايمور على موقع قاعدة بيانات الفيلم (الإنجليزية)